# 钢胆

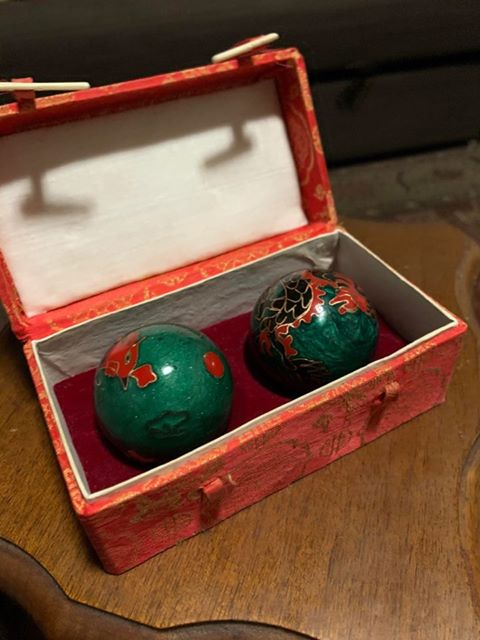

钢胆（或称铁胆，铁球、钢球、健身球、保定铁球）是中国的一种传统的健身器具，也是中国武术中的一种暗器。最常见的是两个中空的铁球，也有用玉石、玻璃、塑料等制成。以河北保定出产的最著名，是保定三宝之一。

## 历史
钢胆创立于明代，最初是用作防身的暗器，可以随身携带，投掷攻击敌人。

## 结构
钢胆分为内外两层，摇动时可以听到像鐘一样的声响。

## 使用
根据中医的经络学说，人手上存在很多的穴位。用手滚转钢胆，可以达到疏活经络的目的，于是逐渐演变成了一种健身器具，古代文人書生也有以兩個核桃進行類似的運動。